# Stelis bricenorum
Stelis bricenorum är en orkidéart som beskrevs av Gustavo Adolfo Romero och Carlyle August Luer. Stelis bricenorum ingår i släktet Stelis och familjen orkidéer. Inga underarter finns listade i Catalogue of Life.